# Юстус Йонас

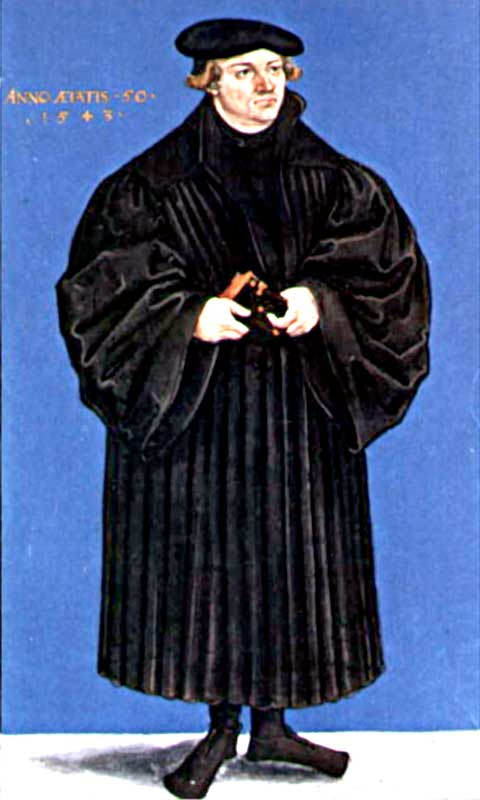
Юстус Йонас, 1543 рік

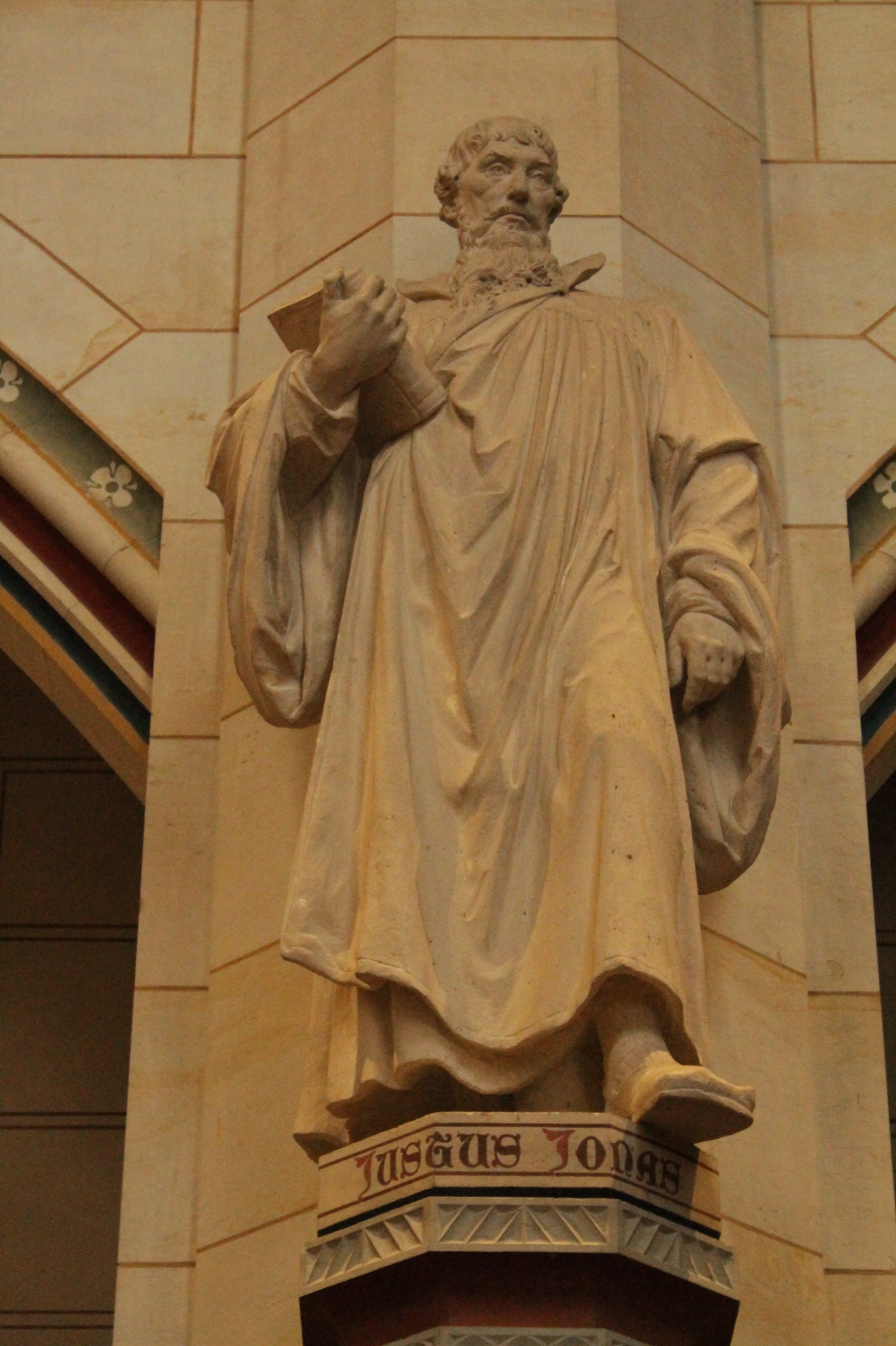
Статуя Юстуса Йонаса в церкві Всіх Святих у Віттенберзі

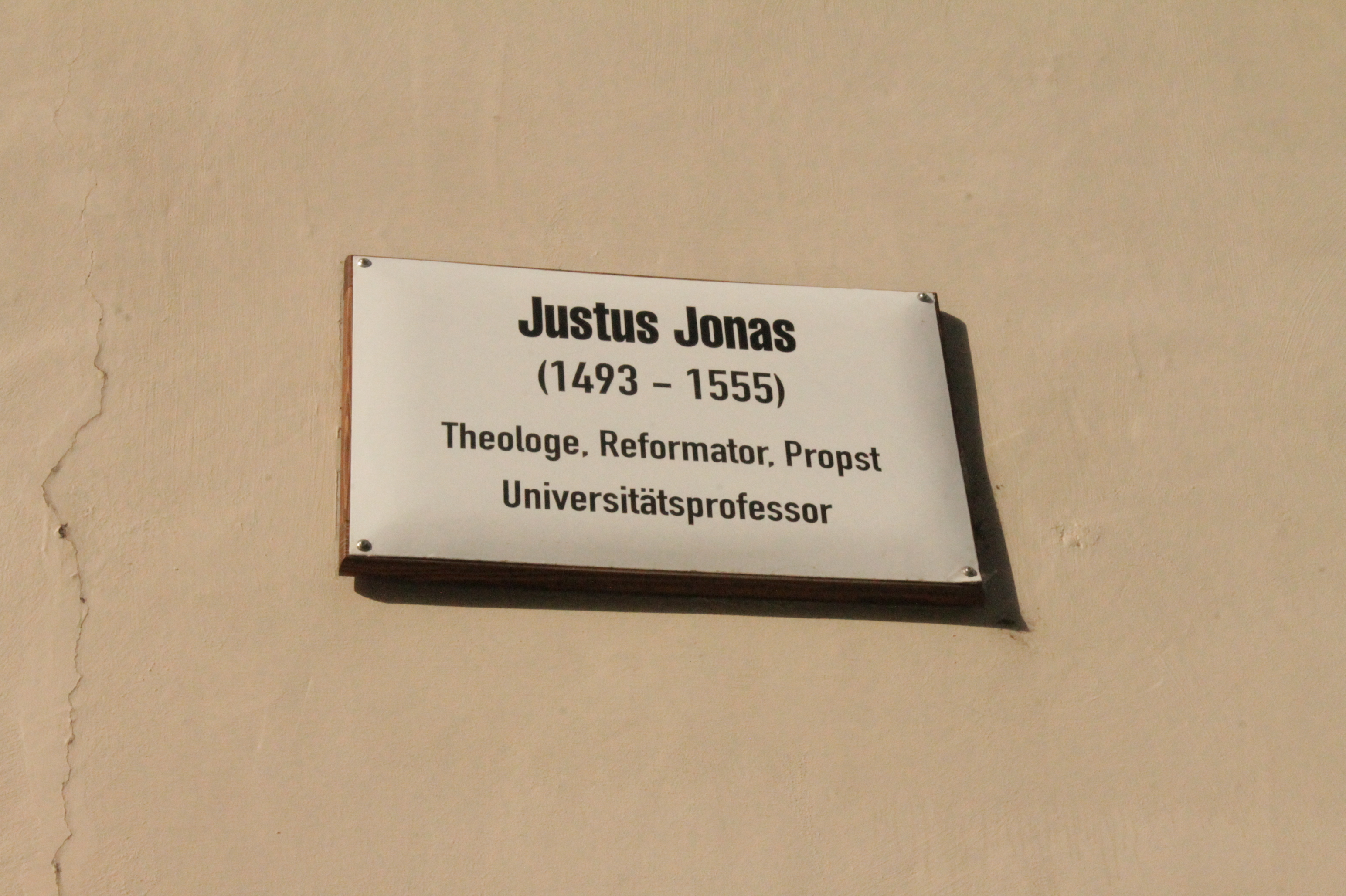
Пропам'ятна дошка Юстуса Йонаса у Віттенберзі

Юстус Йонас Старший (нім. нім. Justus Jonas der Ältere; 5 червня 1493, Нордгаузен — 9 жовтня 1555, Айсфельд) або просто Юстус Йонас — німецький правознавець, професор, гуманіст, автор церковних гімнів, лютеранський богослов і реформатор. Як представник Реформації відомий насамперед завдяки перекладам текстів Мартіна Лютера і Філіппа Меланхтона. Як представник Віттерберзького руху належав до тих священників, які дотримувалися целібату та згодом одружились. Виступав як адвокат реформ у юридичній площині, відіграв ключову роль у реформі церковної політики в Лейпцизі, Галле на Заале, Наумбурзі (Заале) й Ангальт-Цербсті. Був другом Лютера, якого супроводжував в останні моменти його життя.

## Життя і Церква
Йонас народився в Нордгаузені у сучасній Тюрингії, у сім'ї місцевого бургомістра. За народженням його звали Йодокус (Йобст) Кох, але, дотримуючись загальноприйнятного у ті часи звичаю німецьких студентів, він змінив ім'я (на «Юстус» — від лат. Справедливий, Доброчесний, та «Йонас» від імені свого батька Йонаса Коха), коли вступив у 1506 році до Ерфуртського університету. Там він вивчав юриспруденцію і гуманітарні науки, а в 1510 році здобув ступінь магістра мистецтв. У 1511 р. перейшов до Віттенберзького універстету, де отримав ступінь бакалавра права. Після повернення в Ерфурт у 1514 або 1515 р. був ординований (рукоположений) у сан священника.
У 1518 році був призначений каноніком у колегіальній церкві Святого Севера (Severikirche) в Ерфурті, у 1519 році став ректором Ерфуртського університету, у 1521 році — призначений пробстом церкви Всіх Святих (Schlosskirche) у Віттенберзі та професором церковного права в Віттенберзькому університеті. З 1541 по 1546 рік служив суперінтендантом і старшим пастором в Галле.
Захопившись ідеями Еразма Ротердамського, Йонас вивчив давньогрецьку і давньоєврейську мови, приступив до біблійних досліджень, а його обрання ректором університету в травні 1519 р. виглядало як тріумфальна перемога прихильників Нового вчення, хоча сам він став на бік Реформації лише після Лейпцизького диспуту між Мартіном Лютером і Йоганном Екком. Йонас супроводжував Лютера на Вормський сейм у 1521 році, і там його призначили професором канонічного права Віттенберзького університету.
Під час перебування Лютера у Вартбурзі Йонас був одним з найактивніших з реформаторів Віттенберга. Присвятивши себе проповіді та полеміці, він також допоміг Реформації своїми талановитими перекладами творів Лютера та Меланхтона то на німецьку, то на латину (залежно від оригіналу), ставши для них обох свого роду двійником. Йонас також допомагав Лютеру в роботі над перекладом Біблії на німецьку мову.
Авторству Йонаса приписують гімн «In Jesu Namen wir heben an» (Іменем Ісуса ми починаємо) — один із восьми гімнів у першому лютеранському збірнику, який вийшов у світ у 1524 році й містив чотири гімни Мартіна Лютера і три — Пауля Сператуса. Його гімн «Wo Gott der Herr nicht bei uns hält» (Якби Господь не був з нами — парафраз 123-го псалма), був опублікований в Ерфуртському енхіридіоні в 1524 році й у подальшому використовувався кількома композиторами як основа для органної та хорової музики, включаючи хоральну кантату Баха BWV 178.
Протягом наступних двадцяти років Йонас брав участь у реформаційних зібраннях (включаючи визначну роль у диспутах в Марбурзі (1529) та Аугсбурзі (1530)) та пасторських візитаціях, а також у дипломатичній роботі з германськими князями. Восени 1531 р. Йонас опублікував німецький переклад «Апології Аугсбурзького сповідання», а в 1541 р. розпочав успішний проповідницький похід у місто Галле, ставши суперінтендантом тамтешніх церков у 1542 або 1544 р. і священиком у Церкві Святої Марії (Marktkirche Unser Lieben Frauen).
Коли Мартін Лютер тяжко захворів, Йонас приїхав до нього в Айслебен на Різдво 1545 року, а невдовзі вже був присутній на смертнім одрі свого давнього друга, виголошував проповідь на церемонії поховання. Під час процесії тіло Лютера було доставлено до Галле і поховано у Віттенберзі. Того ж року Йонас був вигнаний з герцогства курфюрстом Саксонії Моріцом. З цього часу і до смерті Йонас не міг забезпечити собі задовільного рівня життя. Він мандрував, переїжджаючи з місця на місце й проповідуючи, аж поки врешті решт не відправився в Айсфельд у Тюрингії (1553), де й помер у віці 62 років.

## Інші джерела
- Briefwechsel des Justus Jonas, gesammelt und bearbeitet von G. Kawerau (2 т., Галле, 1884—1885).
- «Justus Jonas» & Apology of the Augsburg Confession". Encyclopædia Britannica Online.
- Стаття Ґ. Каверау «Herzog-Hauck», Realencyklopadie, 3-е видання з бібліографією.